# Adnane Abou Walid al-Sahraoui
Adnane Abou Walid al-Sahraoui (en arabe : عدنان أبو وليد الصحراوي), nom de guerre de Lehbib Ould Ali Ould Saïd Ould Joumani (en arabe : لحبيب ولد علي ولد سعيد ولد يماني), né le 16 février 1973 à Laâyoune, au Sahara occidental, et mort le 17 août 2021 dans la forêt de Dangarous, près d'Ouatagouna, au Mali, est un djihadiste sahraoui. Membre du Front Polisario pendant la guerre du Sahara occidental, il rejoint ensuite les djihadistes et devient le premier chef au Sahel à faire allégeance à l'État islamique. Fondateur et dirigeant du groupe terroriste État islamique dans le Grand Sahara (EIGS), il meurt lors d'une frappe de l'armée française, pendant la guerre du Mali.

## Biographie

### Jeunesse
Lehbib Ould Ali Ould Saïd Ould Joumani — ou Lahbib Abdi Said — naît le 16 février 1973 à Laâyoune, au Sahara occidental, au sein de la tribu nomade des Reguibat. Il est témoin pendant son enfance de la guerre du Sahara occidental et fait partie des civils qui trouvent refuge dans les camps du Front Polisario en Algérie. Quelques années plus tard, il s'engage dans l'Armée populaire de libération sahraouie, la branche armée du Front Polisario,.

### Membre du MUJAO et d'Al-Mourabitoune
Lahbib Abdi Said se rapproche de la mouvance islamiste au début des années 1990. Il aurait alors pris part à la guerre civile algérienne au sein des groupes armés islamistes.
Vers 2010, Adnane Abou Walid al-Sahraoui apparaît au nord du Mali et participe à la fondation du Mouvement pour l'unicité et le jihad en Afrique de l'Ouest (MUJAO). En 2012, au début de la guerre du Mali, il est porte-parole du MUJAO à Gao,. Il rallie ensuite le groupe Al-Mourabitoune, né en 2013 de la fusion du MUJAO et des Signataires par le sang de Mokhtar Belmokhtar. Il devient le chef de la branche malienne de ce groupe après la mort d'Ahmed al-Tilemsi en 2014.

### Fondation de l'État islamique dans le Grand Sahara
Le 13 mai 2015, une des deux composantes d'Al-Mourabitoune, le MUJAO annonce prêter allégeance à l'État islamique dans un communiqué signé de l'émir Adnane Abou Walid Al-Sahraoui,,,. Mais deux jours plus tard, Mokhtar Belmokhtar dément l'allégeance d'Al-Mourabitoune à l'EI et déclare que le communiqué d'Al-Sahraoui « n'émane pas du Conseil de la Choura ». Al-Mourabitoune se retrouve alors divisée en deux tendances. Quelques dizaines, peut-être une centaine de combattants prêtent allégeance à l'EI,. Adnane Abou Walid Al-Sahraoui baptise son groupe « État islamique dans le Grand Sahara », mais il ne fait l'objet d'aucune reconnaissance de la part du califat.
Selon le journal algérien El Watan, le 14 juin des combats auraient éclaté au nord de Gao entre des hommes d'Al-Mourabitoune ayant rallié l'État islamique et des djihadistes restés fidèles à al-Qaïda. Adnane Abou Walid Al-Sahraoui aurait été blessé et 14 de ses hommes tués,.
En janvier 2016, Djamel Okacha, le chef d'AQMI au Sahel, donne une interview au site d'information mauritanien Al-Akhbar, il déplore l'allégeance d'Al-Sahraoui à l'État islamique, mais affirme que « les contacts ne sont pas rompus »,,,.
Le soir du 1er septembre 2016, un petit groupe de deux ou quatre djihadistes attaquent un poste de douane à Markoye, au Burkina Faso. Un douanier et un civil sont tués. Le 3 septembre, Adnane Abou Walid Al-Sahraoui revendique l'attaque, la première depuis son allégeance à l'État islamique,,. Le 12 octobre, quatre soldats burkinabés sont tués à Intangom dans une attaque revendiquée par l'EI,. Puis le 17 octobre, une dizaine de combattants mènent un assaut qui échoue contre la prison de Koutoukalé, au Niger, où un djihadiste est tué. Cette attaque est également revendiquée par le groupe d'Al-Sahraoui.
Après ces attaques, l'État islamique reconnaît officiellement l'allégeance du groupe d'Al-Sahraoui le 30 octobre 2016,,.

### Montée en puissance de l'État islamique dans le Grand Sahara
Vers 2016, Al-Sahraoui se marie avec une Peule originaire du village de Bouratam, près de la frontière avec le Mali et le Niger, afin de nouer des alliances locales au sein de la communauté peule. 
L'État islamique dans le Grand Sahara s'implante principalement au sud-ouest du Niger, dans la région de Tillabéri, au sud-est du Mali, dans la région de Ménaka et au nord du Burkina Faso, dans les régions de Soum et d'Oudalan. Ce territoire reçoit alors le surnom de « zone des trois frontières ». En contact avec l'État islamique en Afrique de l'Ouest, dirigé par Abou Mosab al-Barnaoui, Al-Sahraoui cherche à étendre sa zone d'action et d'influence vers l'est, en direction du Nigeria. 
Le 24 février 2017, l'EI dans le Grand Sahara revendique l'attaque de Tilwa menée le 22 février contre l'armée nigérienne, le groupe affirme que l'opération a été directement organisée et commanditée par Al-Sahraoui.
Le 1er juin 2017, après une attaque contre un poste de militaire à Abala, au Niger, les djihadistes de l'État islamique se replient au Mali. Mais ils sont alors attaqués par l'armée malienne, l'armée française et les miliciens touaregs du Groupe autodéfense touareg Imghad et alliés (GATIA) et du Mouvement pour le salut de l'Azawad (MSA). En réponse, Adnane Abou Walid Al-Sahraoui accuse dans une missive les Touaregs imghad et daoussahak d'être les complices de la France et du Niger, et menace particulièrement les chefs du MSA et du GATIA : Moussa Ag Acharatoumane et El Hadj Ag Gamou,.
Le 22 février 2018, Adnane Abou Walid al-Sahraoui échappe à une opération menée par l'armée française avec l'aide de combattants touaregs du GATIA et du MSA. Une de ses bases est localisée dans la forêt d’Ikadagotane, à une soixantaine de kilomètres au sud-ouest de Ménaka, cinq djihadistes sont arrêtés, quelques autres sont tués, dont un chef nommé « Sodji » ou « Bouba », mais al-Sahraoui parvient à s'enfuir à pied dans la nuit avec plusieurs de ses hommes.
Au cours de l'année 2018, les forces de l'État islamique dans le Grand Sahara subissent plusieurs défaites face aux attaques des forces françaises et maliennes, ainsi que celles des miliciens touaregs du MSA et du GATIA. Une trentaine de djihadistes sont notamment tués le 28 mars, lors d'un combat à Akabar, au sud de Ménaka. À la fin de l'année le général Bruno Guibert, le chef de la force Barkhane, estime qu'al-Sahraoui s'est probablement enfui en Mauritanie.
Le 4 octobre 2019, deux ans jour pour jour après l'embuscade de Tongo Tongo qui avait coûté la vie à quatre militaires de leurs forces spéciales, les États-Unis annoncent offrir cinq millions de dollars « pour toute information permettant l'identification ou la localisation d'Adnan Abou Walid Sahraoui ».
L'État islamique dans le Grand Sahara remonte cependant en puissance au cours de l'année 2019 et mène une série d'attaques meurtrières contre les armées malienne et nigérienne dans la zone des trois frontières avec l'embuscade de Baley Beri le 14 mai 2019 (28 militaires nigériens tués), l'attaque de Koutougou le 19 août 2019 (24 militaires burkinabés tués), l'attaque d'Indelimane le 1er novembre 2019 (49 militaires maliens tués), l'attaque d'Inatès le 10 décembre 2019 (71 militaires nigériens tués), l'attaque d'Arbinda le 24 décembre 2019 (7 militaires burkinabés et 35 civils tués) et l'attaque de Chinégodar le 9 janvier 2020 (89 militaires nigériens tués). Le 25 novembre 2019, treize militaires français trouvent également la mort lors d'une collision entre deux hélicoptères pendant le combat de la vallée d'Eranga,. Cette remontée en puissance de l'EIGS entraîne cependant des tensions avec le Groupe de soutien à l'islam et aux musulmans (GSIM), lié à al-Qaïda, et après quelques années de coexistence pacifique, le deux groupes entrent en guerre ouverte au début de l'année 2020,. Après divers combats et plusieurs centaines de morts, le GSIM prend l'avantage et demeure la force djihadiste dominante au Mali, mais l'État islamique se maintient dans la zone des trois frontières,.
L'État islamique dans le Grand Sahara commet également de nombreux crimes de guerre, avec notamment les massacres d'Aklaz et Awkassa (les 26 et 27 avril 2018), les massacres de Tinabaw et Tabangout-Tissalatatene (les 11 et 12 décembre 2018) et les massacres de Taghatert et Inekar-Ouest (le 15 janvier 2019), pendant lesquels près de 150 civils touaregs daoussahak sont tués. Le 9 août 2020, six travailleurs humanitaires français et de leurs guide et chauffeur nigériens sont assassinés lors de l'attaque de Kouré. L'EIGS est également soupçonné d'être responsable des massacres de Tchoma Bangou et Zaroumadareye (Environ 100 civils nigériens tués le 2 janvier 2021), du massacre de Darey-Daye (66 civils nigériens tués le 15 mars 2021), du massacre de Tillia (137 civils touaregs tués le 21 mars 2021), et des massacres de Karou, Ouattagouna, Daoutegeft et Dirga (au moins 51 civils maliens tués le 8 août 2021),. D'après la ministre française des Armées Florence Parly, l'EIGS serait responsable de la mort de 2 000 à 3 000 civils au Mali, au Niger et au Burkina Faso, de 2015 à 2021.
Cependant après de nouvelles offensives françaises et des combats meurtriers contre les djihadistes d'al-Qaïda, l'État islamique dans le Grand Sahara apparaît de nouveau affaibli à la fin de l'année 2020,. Plusieurs de ses chefs sont notamment tués ou capturés à cette période par la force Barkhane.

### Mort d'Al-Sahraoui
Le 16 septembre 2021, le président de la République française Emmanuel Macron et la ministre des Armées Florence Parly annoncent que Adnane Abou Walid al-Sahraoui a été « neutralisé » par une frappe des forces françaises,. Florence Parly affirme alors qu'Adnane Abou Walid al-Sahraoui a « succombé à des blessures provoquées par une frappe de la force Barkhane en août 2021 ». 
Le chef de l'État islamique dans le Grand Sahara avait été la cible d'un drone français le 17 août 2021, dans la forêt de Dangarous, près de Terangit, entre Ménaka et la frontière nigérienne,,,,. La frappe est effectuée par un drone Reaper contre deux hommes armés sur une moto,. RFI indique que d'après une source proche de l'Élysée, Al-Sahraoui n'est pas immédiatement identifié : « Un faisceau de renseignements indiquait la présence d'un haut cadre, mais nous n'étions pas sûrs qu'il s'agissait d'Abou Walid ».
En janvier 2020, lors du sommet de Pau, Adnane Abou Walid al-Sahraoui avait été désigné comme « ennemi prioritaire » au Sahel par la ministre Florence Parly. Selon le journaliste Wassim Nasr : « Très discret, il avait une grande expérience de la guérilla et de la clandestinité qui lui permettait de jouir d'une certaine aura et d'un ascendant sur ses hommes ».